# Pietro Loredan
Pietro Loredan (Venezia, 1482 – Venezia, 3 maggio 1570) fu l'84º doge della Repubblica di Venezia dal 26 novembre 1567 alla morte.
Figlio di Alvise ed Isabella Barozzi, fu eletto, soprattutto per via delle divisioni dei molti pretendenti, in età avanzatissima, ma non si mostrò uomo sprovveduto, anche se certo non poté incidere sull'amministrazione pubblica.
Il suo dogado trascorse tranquillo fatto salvo l'ultimo periodo quando giunse a Venezia un ultimatum turco che chiedeva la cessione di Cipro.
La difesa fu subito preparata e le armate predisposte, ma il Loredan due mesi dopo morì.

## Biografia

### Carriera
Mercante più che politico il Loredan aveva ricoperto cariche minori salvo un occasionale incarico di Vice-doge, essendosi trovato ad esser il senatore più anziano alla morte d'un suo predecessore. Ormai da parecchi anni s'era ritirato a vita privata e con sua grandissima sorpresa venne eletto doge.

### Dogado
Il nome del Loredan, fonte di tante sorprese, venne fatto da un Mocenigo (Alvise I Mocenigo, suo successore) che dopo settantotto scrutini, visto persa l'occasione, preferì far eleggere un vecchio per potergli succedere in un secondo momento, trovando un accordo con gli avversari.
Il neo doge assunse a malincuore l'incarico, ma lo resse abbastanza bene. Nel 1568 il papa diede qualche problema visto che chiese a Venezia di espellere i non cattolici dal suo territorio, cosa inaccettabile, e solo con lunghe trattative il rischio della scomunica cessò. Il resto del dogado trascorse tranquillo fino al 28 marzo 1570 quando, d'un tratto, Selim II, sultano dei turchi, inviò un ultimatum in cui chiedeva a Venezia di cedergli subito Cipro. La Repubblica rifiutò ed il doge fece un lungo e sentito discorso ai diplomatici turchi nel quale difese le ragioni della città, aggredita da un nemico molto più forte.

### Ultimi anni e morte
Un incendio all'Arsenale, durante un lungo periodo di pace, aveva minato la capacità militare veneziana ma, nonostante ciò, egli riuscì a predisporre una flotta di notevoli dimensioni. Negli ultimi mesi della sua vita si diffuse la carestia; quando il doge morì, il 3 maggio 1570, il popolo gli imputò tutte le responsabilità costringendo la famiglia a fargli un funerale in forma privata per evitare scontri e disordini.